# Ван Зандт, Филип
Филип Ван Зандт (англ. Philip Van Zandt), имя при рождении — Филип Пинейро (нидерл. Philip Pinheiro; 4 октября 1904 — 15 февраля 1958) — голландско-американский актёр кино, театра и телевидения.
В период с 1939 по 1958 год Ван Зандт сыграл более чем 220 фильмах и телепрограммах, исполняя главным образом небольшие характерные и эпизодические роли.

## Ранние годы жизни
Ван Зандт родился 4 октября 1904 года в Амстердаме, Нидерланды, под именем Филип Пинейро. Сведения о ранних годах жизни Ван Зандта разнятся. По собственной версии актёра, в раннем подростковом возрасте он вместе с семьёй переехал в Нью-Йорк. Далее, как он рассказывал в интервью New York Herald Tribune в 1937 году, «в пятнадцать лет он сбежал из дома и автостопом добрался до Голливуда, где собирался стать комиком». Ради пропитания он устроился в лавку зеленщика, одновременно поступив на учёбу в актёрскую школу Martha Oatman School. После окончания учёбы он в течение нескольких лет проработал в бродячем театре. По версии историка кино Хэла Эриксона, «Ван Зандт начал работать в театре в Голландии в 1927 году, вскоре перебравшись в Америку, где на протяжении 1930-х годов продолжал театральную карьеру».

## Бродвейская карьера в 1931—38 годах
В 1931 году Ван Зандт дебютировал на Бродвее в комедии «Обычный парень», которая однако не имела особого успеха, выдержав 13 представлений. Тем не менее, на Ван Зандта обратили внимание, и до 1938 года он сыграл ещё в девяти бродвейских спектаклях, исполняя в основном роли второго плана. После успеха комедии «Чудесно проводя время» (1938) Ван Зандт решил попробовать свои силы в Голливуде.

## Карьера в кино и на телевидении в 1939—58 годах
В 1939 году Ван Зандт дебютировал в кино, за два последующих десятилетия сыграв в 165 фильмах, в большинстве случаев — без указания его имени в титрах.
Первой киноролью Ван Зандта, где он был указан в титрах, стала роль карточного шулера в драме военного времени «Так заканчивается наша ночь» (1941) с Фредериком Марчем в главной роли. Как отметил историк кино Билл Капелло, продюсеры выбрали Ван Зандта за его умение делать карточные фокусы, которыми он овладел ещё в начале 1920-х годов, когда работал помощником знаменитого фокусника Говарда Торстона. В 1941 году Ван Зандт сыграл небольшую, но важную роль газетного редактора Роулстона в классическом фильме Орсона Уэллса «Гражданин Кейн», которая, по словам Эриксона, «стала одной из наиболее значимых киноработ в его карьере».
Большинство ролей Ван Зандта на протяжении его кинокарьеры были эпизодическими. Как шутливо заметил Эриксон, «Ван Зандт был универсальным актёром: когда он был без усов, он играл „обычных“ персонажей. В усах же его лицо приобретало зловещий оттенок, и он часто играл кинематографических негодяев — жестоких халифов, подозрительных адвокатов и бессердечных нацистов», а также бандитов или безумных учёных. Капелло дополняет, что он «сыграл злодеев и отрицательных персонажей в десятках фильмов».
На протяжении 1940-50-х годов Ван Зандт сыграл многие из своих лучших ролей в фильмах нуар и криминальных драмах, среди них «Палачи тоже умирают» (1943), «Гильда» (1946), «Где-то в ночи» (1946), «Леди из Шанхая» (1947), «Большие часы» (1948), «Идти преступным путём» (1948), «Улица без названия» (1948), «У ночи тысяча глаз» (1948), «Дом незнакомцев» (1949), «Напряженность» (1949), «Женщина его мечты» (1951), «Поймать вора» (1955) и «Сладкий запах успеха» (1957). Ван Зандт сыграл также в таких разнообразных фильмах, как приключенческая мелодрама «Триумф Тарзана» (1943), фильм ужасов «Дом Франкенштейна» (1944), драма «Сирано де Бержерак» (1950), семейная приключенческая лента «Сын Али-Бабы» (1952) и биопик «Человек с тысячью лиц» (1957).
Помимо полнометражных фильмов Ван Зандт сыграл множество ролей в короткометражных комедиях студии Columbia Pictures. Как отметил Эриксон, больше всего экранного времени Ван Зандт получал в короткометражных комедиях о Трёх балбесах, где он обычно играл преступников и безумных учёных. В частности, он был Чёрным принцем в фильме «Тупицы круглого стола» (1948), волшебником Мергатройдом в «Трёх скрипачах» (1948), капитаном Роурком в «Заправляясь» (1949), безумным доктором в «Отмороженные сыщики» (1950), Ахмедом в «Трёх арабских ночах» (1951), доктором Джекиллом в «Призраках» (1953) и дьяволом в «Хаосе в раю» (1953), а также появлялся во многих римейках этих фильмов.
С 1950 года Ван Зандт много работал на телевидении, сыграв более чем в 60 эпизодах различных телесериалов, среди них «Дик Трэйси» (1950), «Опасное задание» (1952), «Приключения Супермена» (1953-55), «Приключения Рин Тин Тина» (1956). «Приключения доктора Фу Манчу» (1956), «Граф Монте-Кристо» (1956), «Ярость» (1956) и другие.

## Последние годы жизни и смерть
В 1950-е годы Ван Зандт создал в Голливуде собственную школу актёрской игры, однако в конце концов этот его проект потерпел неудачу.
Согласно биографии Ван Зандта в книге Теда Окуды «Комедийные короткометражки Columbia» (1986), в конце жизни «удручённый своей выдыхающейся карьерой, Ван Зандт стал спускать большинство своих денег на азартные игры».
Ван Зандт умер 15 февраля 1958 года в возрасте 53 лет в Лос-Анджелесе от передозировки снотворного. По заключению коронера, вероятной причиной его смерти было самоубийство.
Его последняя комедия про Трёх балбесов вышла на экраны через два месяца после его смерти.

## Фильмография

### Кинематограф
- 1939 — Эти высокие серые стены / Those High Grey Walls — Фредди (в титрах не указан)
- 1939 — Танцующая студентка / Dancing Co-Ed — низкорослый похититель (в титрах не указан)
- 1940 — Победители Запада / Winners of the West — подручный (в титрах не указан)
- 1940 — Та самая дама / The Lady in Question — второй клерк в суде (в титрах не указан)
- 1940 — Далси / Dulcy — таксист (в титрах не указан)
- 1940 — Олухи в армии / Boobs in Arms — солдат (короткометражка, в титрах не указан)
- 1941 — Так кончается наша ночь / So Ends Our Night — Бахманн
- 1941 — Город пропавших девочек / City of Missing Girls — Кинг Питерсон
- 1941 — Гражданин Кейн / Citizen Kane — мистер Роулстон
- 1941 — Откуда взялась эта девушка / Where Did You Get That Girl? — Бэкстер (в титрах не указан)
- 1941 — В старом Колорадо / In Old Colorado — напёрсточник (в титрах не указан)
- 1941 — Вперёд, ковбой / Ride on Vaquero — кузнец (в титрах не указан)
- 1941 — Они не рискуют любить / They Dare Not Love — радиоведущий (в титрах не указан)
- 1941 — Попрощайся с мальчиками / Kiss the Boys Goodbye — репортёр (в титрах не указан)
- 1941 — Город Нью-Йорк / New York Town — торговец (в титрах не указан)
- 1941 — Ночью 16 января / The Night of January 16th — клерк в кубинской гостинице (в титрах не указан)
- 1941 — На протяжении всей ночи / All Through the Night — помощник ведущего аукциона (в титрах не указан)
- 1941 — Парижский запрос / Paris Calling — толстый рабочий (в титрах не указан)
- 1942 — Нацистский агент / Nazi Agent — бандит (в титрах не указан)
- 1942 — Вызывая доктора Гиллеспи / Calling Dr. Gillespie — официант в танцевальном зале (в титрах не указан)
- 1942 — Невидимый агент / Invisible Agent — эсэсовец (в титрах не указан)
- 1942 — Остров Уэйк / Wake Island — капрал Гас Геббельс (в титрах не указан)
- 1942 — Отчаянное путешествие / Desperate Journey — прогуливающийся немецкий солдат (в титрах не указан)
- 1942 — Отважный юноша / The Daring Young Man — Макс (в титрах не указан)
- 1942 — Гитлер вместо дьявола / The Devil with Hitler — офицер Гестапо (короткометражка, в титрах не указан)
- 1942 — Северо-западные рейнджеры / Northwest Rangers — первый игрок в покер (в титрах не указан)
- 1942 — Снова вместе в Париже / Reunion in France — клиент (в титрах не указан)
- 1942 — Коммандос атакуют на рассвете / Commandos Strike at Dawn — немецкий солдат (в титрах не указан)
- 1942 — Мэйзи получает своего мужчину / Maisie Gets Her Man — первый режиссёр (в титрах не указан)
- 1943 — Триумф Тарзана / Tarzan Triumphs — капитан Бауш
- 1943 — Воздушные рейдеры / Air Raid Wardens — Герман
- 1943 — Заложники / Hostages — лейтенант Эйснер
- 1943 — Приключения летающих кадетов / Adventures of the Flying Cadets — Герман Клотт, он же Джек Харгроув
- 1943 — Зверобой / The Deerslayer — Брайартон
- 1943 — Трудный путь / The Hard Way — Эдди, режиссёр (в титрах не указан)
- 1943 — Палачи тоже умирают / Hangmen Also Die! — офицер (в титрах не указан)
- 1943 — Хит Парад / Hit Parade of 1943 — руководитель оркестра (в титрах не указан)
- 1943 — Вне подозрений / Above Suspicion — Курт, подручный в Ашенхаузене (в титрах не указан)
- 1943 — Убийство в порту / Murder on the Waterfront — Коннорс, постовой (в титрах не указан)
- 1943 — Вечная подружка невесты / Always a Bridesmaid — официант (в титрах не указан)
- 1943 — Лотарингский крест / The Cross of Lorraine — диктор (в титрах не указан)
- 1943 — Верная подруга / Old Acquaintance — ночной менеджер в гостинице (в титрах не указан)
- 1943 — Парень по имени Джо / A Guy Named Joe — майор (в титрах не указан)
- 1943 — Незнакомец в городе / A Stranger in Town — репортёр (в титрах не указан)
- 1944 — Зов джунглей / Call of the Jungle — Дозан
- 1944 — Хозяйка свинга / Swing Hostess — Мерлини, фокусник
- 1944 — Дом Франкенштейна / House of Frankenstein — Мюллер
- 1944 — Судан / Sudan — Сетна
- 1944 — Паспорт к судьбе / Passport to Destiny — секретарь Дитриха (в титрах не указан)
- 1944 — Никто не уйдет живым / None Shall Escape — капитан (в титрах не указан)
- 1944 — Сияющее полнолуние / Shine on Harvest Moon — Кален, издатель песен (в титрах не указан)
- 1944 — Эй, новичок / Hey, Rookie — психиатр (в титрах не указан)
- 1944 — Банда Гитлера / The Hitler Gang — астролог (в титрах не указан)
- 1944 — История доктора Уоссела / The Story of Dr. Wassell — голландский стрелок (в титрах не указан)
- 1944 — Чёрный парашют / The Black Parachute — лейтенант, который задерживает Джозефа (в титрах не указан)
- 1944 — Лёгкая жизнь / Easy Life — скупщик краденого (короткометражка, в титрах не указан)
- 1944 — Ястреб пустыни / The Desert Hawk — Деок, брат Сворда (в титрах не указан)
- 1944 — Потомство дракона / Dragon Seed — японский охранник (в титрах не указан)
- 1944 — До следующей встречи / Till We Meet Again — немецкий лейтенант (в титрах не указан)
- 1944 — Большой шум / The Big Noise — Датчи Глассман (в титрах не указан)
- 1944 — Они живут в страхе / They Live in Fear — начальник военной полиции (в титрах не указан)
- 1944 — Конспираторы / The Conspirators — таможенник (в титрах не указан)
- 1944 — Сама мысль о вас / The Very Thought of You — помощник гостиничного клерка (в титрах не указан)
- 1944 — Неписаный закон / The Unwritten Code — Ульрих, немецкий солдат (в титрах не указан)
- 1945 — Контратака / Counter-Attack — Галкроуни
- 1945 — Тысяча и одна ночь / A Thousand and One Nights — Гранд-визирь Абу Хассан
- 1945 — Бостонский Блэки под подозрением / Boston Blackie Booked on Suspicion — репортёр (в титрах не указан)
- 1945 — Свидание Бостонского Блэки / Boston Blackie’s Rendezvous — доктор Вокман (в титрах не указан)
- 1945 — Я люблю руководителя оркестра / I Love a Bandleader — Билл (в титрах не указан)
- 1945 — Преступники Скалистых гор / Outlaws of the Rockies — Честный Дэн Чэнтри (в титрах не указан)
- 1946 — Джо Палука, чемпион / Joe Palooka, Champ — Фредди Уэллс
- 1946 — Не играйте с незнакомцами / Don’t Gamble with Strangers — Морелли
- 1946 — Лавина / Avalanche — Мэлоун
- 1946 — За чертой / Below the Deadline — Оуни Кессел
- 1946 — Приманка / Decoy — Томми
- 1946 — Гильда / Gilda — член картеля (в титрах не указан)
- 1946 — Разбойник и Королева / The Bandit of Sherwood Forest — охранник настоятельницы (в титрах не указан)
- 1946 — Ночь в Касабланке / A Night in Casablanca — старший официант (в титрах не указан)
- 1946 — Где-то в ночи / Somewhere in the Night — военно-морской врач (в титрах не указан)
- 1946 — Ночь и день / Night and Day — автор либретто (в титрах не указан)
- 1946 — Месье Бокэр / Monsieur Beaucaire — охранник (в титрах не указан)
- 1946 — Возвращение Монте-Кристо / The Return of Monte Cristo — стражник (в титрах не указан)
- 1947 — Восстание на последней границе / Last Frontier Uprising — Либеральный Лайонс
- 1947 — Рабыня / Slave Girl — Юзеф
- 1947 — Калифорния / California — мистер Ганс (в титрах не указан)
- 1947 — Бог дал, Бог взял / Easy Come, Easy Go — почтальон (в титрах не указан)
- 1947 — Жизнь с отцом / Life with Father — продавец костюмов в «Макрири» (в титрах не указан)
- 1947 — Леди из Шанхая / The Lady from Shanghai — полицейский / бандит (в титрах не указан)
- 1948 — Придурки Круглого стола / Squareheads of the Round Table — Чёрный принц (короткометражка)
- 1948 — Большие часы / The Big Clock — Сидни Кеслав
- 1948 — Апрельские дожди / April Showers — Гарри Свифт
- 1948 — Три скрипача / Fiddlers Three — Мергитройд, фокусник (короткометражка)
- 1948 — Шанхайский сундук / Shanghai Chest — Джозеф Пинделло
- 1948 — Порочный круг / The Vicious Circle — Каломар Балог
- 1948 — Идти преступным путём / Walk a Crooked Mile — Антон Рэдчек
- 1948 — Мамочкины болваны / Mummy’s Dummies — Футамон, сборщик налогов (короткометражка)
- 1948 — Соблазнительная ты / Embraceable You — Мэтт Хетрон, театральный агент
- 1948 — Улица без названия / The Street with No Name — поручитель (в титрах не указан)
- 1948 — Кармен / The Loves of Carmen — сержант (в титрах не указан)
- 1948 — Очарование Сэксона / The Saxon Charm — Крис (в титрах не указан)
- 1948 — У ночи тысячи глаз / Night Has a Thousand Eyes — букмекер (в титрах не указан)
- 1948 — Под именем Ник Бил / Alias Nick Beal — сторож (в титрах не указан)
- 1949 — Леди играет в азартные игры / The Lady Gambles — Чак
- 1949 — Заправляясь / Fuelin' Around — капитан Рорк (короткометражка)
- 1949 — Красное, горячее и голубое / Red, Hot and Blue — Луи, старший официант
- 1949 — Одинокий волк и леди / The Lone Wolf and His Lady — Джо Брюстер (в титрах не указан)
- 1949 — Дом незнакомцев / House of Strangers (в титрах не указан)
- 1949 — Напряженность / Tension — лейтенант Скьявоне (в титрах не указан)
- 1950 — Белокурая бандитка / The Blonde Bandit — Арти Джером
- 1950 — Отмороженные детективы / Dopey Dicks — профессор Поттер (короткометражка)
- 1950 — Одной страшной ночью / One Shivery Night — искатель приключений (короткометражка)
- 1950 — Где живет опасность / Where Danger Lives — Мило ДеЛонг
- 1950 — Медный каньон / Copper Canyon — шериф Уэттлинг
- 1950 — Между полночью и рассветом / Between Midnight and Dawn — Джо Квист
- 1950 — Индейская резервация / Indian Territory — Курт Рэйдлер
- 1950 — Сирано де Бержерак / Cyrano de Bergerac — человек с газетой
- 1950 — Огонь и стрела / The Flame and the Arrow — гессенский дворянин (в титрах не указан)
- 1950 — Девушка Петти / The Petty Girl — сеньор Хамелеон (в титрах не указан)
- 1950 — Большой куш / The Jackpot — Фрэнклин Лэсвелл / Флик Морган (в титрах не указан)
- 1951 — Три аравийских ореха / Three Arabian Nuts — Ахмед (короткометражка)
- 1951 — Охотники за приведениями / Ghost Chasers — доктор Бэзил Гренвилл
- 1951 — Женщина его мечты / His Kind of Woman — Хозе Морро
- 1951 — Мелкий игрок / Two Dollar Bettor — Ральф Шепард
- 1951 — Команда подводной лодки / Submarine Command — Гэвин
- 1951 — Цель неизвестна / Target Unknown — Карл (в титрах не указан)
- 1951 — Пропавшие женщины / Missing Women — Фрэнк Беррингер (в титрах не указан)
- 1951 — Маска мстителя / Mask of the Avenger — майор артиллерии (в титрах не указан)
- 1951 — Лис пустыни: история Роммеля / The Desert Fox: The Story of Rommel — эсэсовец в госпитале (в титрах не указан)
- 1951 — Десять высоких мужчин / Ten Tall Men — Генри (в титрах не указан)
- 1952 — Вор из Дамаска / Thief of Damascus — Алибаба
- 1952 — Золото Юкона / Yukon Gold — Клинт Маклэй
- 1952 — Вива, Сапата! / Viva Zapata! — офицер (в титрах не указан)
- 1952 — На кончике шпаги / At Sword’s Point — Жак, страж регента (в титрах не указан)
- 1952 — Макао / Macao — таможенник (в титрах не указан)
- 1952 — Гордость Сент-Луиса / The Pride of St. Louis — Луис (в титрах не указан)
- 1952 — Сын Али-Бабы / Son of Ali Baba — Кариб (в титрах не указан)
- 1952 — Мой мужчина и я / My Man and I — доктор (в титрах не указан)
- 1952 — Из-за тебя / Because of You — Марвел (в титрах не указан)
- 1953 — Призраки / Spooks! — доктор Джэкилл (короткометражка)
- 1953 — Подрезанные крылья / Clipped Wings — Джо Эклер
- 1953 — Пленники Касбаха / Prisoners of the Casbah — Селим
- 1953 — Капитан Джон Смит и Покахонтас / Captain John Smith and Pocahontas — Дэвис
- 1953 — В люк / Down the Hatch — профессор (короткометражка)
- 1953 — Девушка, у которой было всё / The Girl Who Had Everything — коллега Виктора (в титрах не указан)
- 1953 — Рискованное путешествие / A Perilous Journey — Тоут (в титрах не указан)
- 1953 — Итак, ты хочешь телевизор? / So You Want a Television Set — телеведущий (короткометражка, в титрах не указан)
- 1953 — Отважные противники / Ride, Vaquero! — второй крупье на рулетке (в титрах не указан)
- 1953 — Форт Алжир / Fort Algiers — вожак племени (в титрах не указан)
- 1953 — Чемпион на день / Champ for a Day — Мистер Дженсен, финансист (в титрах не указан)
- 1953 — Три моряка и девушка / Three Sailors and a Girl — владелец мастерской (в титрах не указан)
- 1953 — Так ты хочешь быть наследником / So You Want to Be an Heir — Хайдеус П. Скругингтон, адвокат (короткометражка, в титрах не указан)
- 1954 — Золото дракона / Dragon’s Gold — Сен
- 1954 — Янки Паша / Yankee Pasha — Бассан Саид
- 1954 — Прожигательница жизни / Playgirl — Лью Мартел
- 1954 — Заплесневелые мушкетёры / Musty Musketeers — Мергатройд, фокусник (короткометражка)
- 1954 — Гог / Gog — доктор Пьер Элзевир
- 1954 — Рыцари-придурки / Knutzy Knights — Чёрный принц (короткометражка)
- 1954 — Застрявшие в Шотландии / Scotched in Scotland — декан О. У. Гонга (короткометражка)
- 1954 — Стучи по дереву / Knock on Wood — Бартчик (в титрах не указан)
- 1954 -Так ты хочешь пойти в ночной клуб / So You Want to Go to a Night Club — Пьер, старший официант (короткометражка, в титрах не указан)
- 1954 — Великий и могучий / The High and the Mighty — мистер Уилсон (в титрах не указан)
- 1954 — Апач / Apache — инспектор (в титрах не указан)
- 1954 — Игрок из Натчеза / The Gambler from Natchez — дилер (в титрах не указан)
- 1954 — Цирк с тремя аренами / 3 Ring Circus — напёрсточник (в титрах не указан)
- 1954 — Поймать вора / To Catch a Thief — торговец в ювелирном магазине (в титрах не указан)
- 1954 — Супермен в изгнании / Superman in Exile Риган (хроника, в титрах не указан)
- 1955 — Рядовой парень / G.I. Dood It — полковник Филлип Поттс (короткометражка)
- 1955 — Хаос в раю / Bedlam in Paradise — дьявол, или мистер Хеллер (короткометражка)
- 1955 — Я пишу о преступном мире / I Cover the Underworld — Джейк Фриман
- 1955 — Неукротимый / Untamed — Шуман (в титрах не указан)
- 1955 — Так ты хочешь быть гладиатором / So You Want to Be a Gladiator — Гладиатор / организатор (короткометражка, в титрах не указан)
- 1955 — Так ты хочешь быть вице-президентом / So You Want to Be a V.P. — Спайдер мёрфи (короткометражка)
- 1956 — Урановый бум / Uranium Boom — Навахо Чарли
- 1956 — Наша мисс Брукс / Our Miss Brooks — мистер Уэбстер
- 1956 — Горячая штучка / Hot Stuff — капитан Анемии (короткометражка)
- 1956 — Армейская мгла / Army Daze — полковник Претцелбендер (короткометражка, в титрах не указан)
- 1956 — Трое для Джэйми Доуна / Three for Jamie Dawn — окружной прокурор Маршалл (в титрах не указан)
- 1956 — Вокруг Света за 80 дней / Around the World in Eighty Days (в титрах не указан)
- 1957 — Гордость и страсть / The Pride and the Passion — Видал
- 1957 — Человек с тысячью лиц / Man of a Thousand Faces — Джордж Лоун Такер
- 1957 — Преступный круг / The Crooked Circle — Макс Максвелл
- 1957 — Страхи в открытом космосе / Outer Space Jitters — Высокий Макки Мак (короткометражка)
- 1957 — Фифи приходит в бешенство / Fifi Blows Her Top — Морт, муж Фифи (короткометражка)
- 1957 — Разборка в Медисин-Бэнд / Shoot-Out at Medicine Bend — рыночный зазывала (в титрах не указан)
- 1957 — Красавчик Джеймс / Beau James — репортёр (в титрах не указан)
- 1957 — Одинокий человек / The Lonely Man — Бёрнси (в титрах не указан)
- 1957 — Сладкий запах успеха / Sweet Smell of Success — режиссёр радиопрограмм (в титрах не указан)
- 1957 — Полуночная история / The Midnight Story — Винс де Пол (в титрах не указан)
- 1957 — 27-й день / The 27th Day — таксист (в титрах не указан)

### Телевидение
- 1950 — Дик Трэйси / Dick Tracy (телесериал, 1 эпизод)
- 1951 — Жизнь Христа / The Living Christ Series (мини-сериал)
- 1951 — Шоу Бастера Китона / The Buster Keaton Show (телесериал, 1 эпизод)
- 1951 — Приключения Кита Карсона / The Adventures of Kit Carson (телесериал, 1 эпизод)
- 1952 — Живая Библия / The Living Bible (телесериал, 3 эпизода)
- 1952 — Досье Джеффри Джонса / The Files of Jeffrey Jones (телесериал, 1 эпизод)
- 1952 — Опасное задание / Dangerous Assignment (телесериал, 2 эпизода)
- 1952 — Борцы с бандами / Gang Busters (телесериал, 1 эпизод)
- 1952 — Театр «Груэн» / Gruen Guild Playhouse (телесериал, 1 эпизод)
- 1952 — Чайна Смит / China Smith (телесериал, 1 эпизод)
- 1952 — Марк Сэйбер / Mark Saber (телесериал, 1 эпизод)
- 1952 — Нежданное / The Unexpected (телесериал, 1 эпизод)
- 1952 — Терри и пираты / Terry and the Pirates (телесериал, 1 эпизод)
- 1952 — Хопалонг Кэссиди / Hopalong Cassidy (телесериал, 1 эпизод)
- 1952-56 — Театр звёзд «Шлитц» / Schlitz Playhouse of Stars (телесериал, 1 эпизод)
- 1953 — Бостонский Блэки / Boston Blackie (телесериал, 2 эпизода)
- 1953-54 — Твоя любимая история / Your Favorite Story (телесериал, 2 эпизода)
- 1953-55 — Приключения Супермена / Adventures of Superman (телесериал, 3 эпизода)
- 1954 — Моя маленькая Марджи / My Little Margie (телесериал, 1 эпизод)
- 1954 — Приключения Сокола / The Adventures of Falcon (телесериал, 2 эпизода)
- 1954 — Капитан Миднайт / Captain Midnight (телесериал, 2 эпизода)
- 1954 — Полицейский вызов / Police Call (телесериал, 2 эпизода)
- 1954-55 — Я женился на Джоан / I Married Joan (телесериал, 2 эпизода)
- 1955 — История Джо Палуки / The Joe Palooka Story (телесериал, 1 эпизод)
- 1955 — Паспорт к опасности / Passport to Danger (телесериал, 1 эпизод)
- 1955 — Шоу Дональда О’Коннора / The Donald O’Connor Show (телесериал, 1 эпизод)
- 1955 — Человек со значком / The Man Behind the Badge (телесериал, 1 эпизод)
- 1955 — Свистун / The Wistler (телесериал, 2 эпизода)
- 1955 — Топпер / Topper (телесериал, 1 эпизод)
- 1955 — Агенты казначейства в действии / Treasury Men in Action (телесериал, 1 эпизод)
- 1955 — Наша мисс Брукс / Our Miss Brooks (телесериал, 1 эпизод)
- 1955 — Звезда и история / The Star and The Story (телесериал, 1 эпизод)
- 1955 — Приключения Дикого Билла Хикока / The Adventures of Wild Bill Hickok (телесериал, 1 эпизод)
- 1955-56 — «Ридерс дайджест» на ТВ / TV Reader’s Digest (телесериал, 2 эпизода)
- 1956 — Джим из джунглей / Jungle Jim (телесериал, 1 эпизод)
- 1956 — Бенефис четырёх звезд / Four Star Jubilee (телесериал, 1 эпизод)
- 1956 — Приключения Рин Тин Тина / The Adventures of Rin Tin Tin (телесериал, 1 эпизод)
- 1956 — Крестоносец / Crusader (телесериал, 1 эпизод)
- 1956 — Приключения доктора Фу Манчу / The Adventures of Dr. Fu Manchu (телесериал, 1 эпизод)
- 1956 — Отец знает лучше / Father Knows Best (телесериал, 1 эпизод)
- 1956 — Телевизионный театр «Форд» / The Ford Television Theatre (телесериал, 1 эпизод)
- 1956 — Граф Монте-Кристо / The Count of Monte Christo (телесериал, 1 эпизод)
- 1956 — Ярость / Fury (телесериал, 1 эпизод)
- 1957 — Сломанная стрела / Broken Arrow (телесериал, 1 эпизод)
- 1957 — Кавалькада Америки / Cavalcade of America (телесериал, 1 эпизод)
- 1957 — Циркач / Circus Boy (телесериал, 1 эпизод)
- 1957 — Тонкий человек / The Thin Man (телесериал, 1 эпизод)
- 1957 — Дни в долине смерти / Death Valley Days (телесериал, 1 эпизод)
- 1958 — Небесный король / Sky King (телесериал, 1 эпизод)
- 1958 — Подозрение / Suspicion (телесериал, 1 эпизод)